# 王子定
王子定（1910年4月21日—1987年5月1日），台灣森林學家，主要學術專長是育林學（造林學，含森林保護學等相關子學科），在國立臺灣大學森林學系教書33年。

## 學歷
原籍江蘇鎮江，南京金陵大學（美國教會學校）森林學系毕业，1944年留學美國，得明尼蘇達州立大學碩士，1947年起到耶魯大學讀書。

## 到台灣
1949年傅斯年校長任內應聘到台灣教書，直到退休，曾兼台大森林系主任。政論家南方朔為其碩士班學生。
長子王時和女兒王琦未到台灣，幼子王晞曾任教康奈尔大学，並于1995年作为李登辉私人代表就其以康奈尔校友身份访美联络康大。
蒋公于1960年代曾屡邀王子定先生出任台湾林业部长，遭其婉拒。

## 主要著作
- 《應用育林學》（3卷本）
- 《理論育林學》（2卷本）
- 《森林保護學》
- 《現代森林保護學》

## 培養新血
台灣育林學教師郭寶章、李明仁等是他的學生。